# Jean-Jacques Bachelier

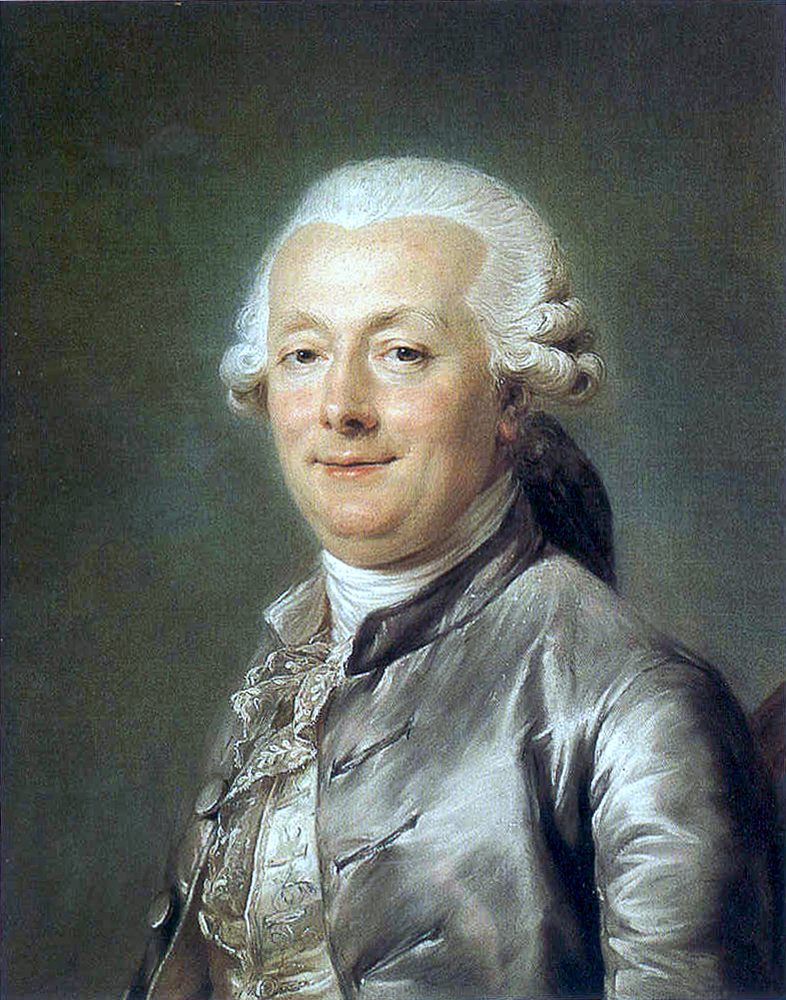
Adélaïde Labille-Guiard, Ritratto di Jean-Jacques Bachelier

Jean-Jacques Bachelier (Parigi, 1724 – Parigi, 13 aprile 1806) è stato un pittore, scrittore e direttore di manifatture di porcellana, francese.

## Biografia
Formatosi alla scuola di Jean-Baptiste Marie Pierre, (1714-1789), Jean-Jacques Bachelier, insieme a Jean-Baptiste Oudry di cui era seguace, era il pittore di fiori e di animali prediletto da Luigi XV e dalla marchesa di Pompadour.
Su proposta di Oudry, nel 1752 entrò all'Académie royale de peinture et de sculpture, nella sezione "pittori di nature morte", presentando una tela con fiori (nel 1764 fu sostituita da La Carità romana), nel 1763 ne fu accolto anche come "pittore di storia" e più tardi ne fu nominato professore.
La sua pennellata era piatta, gradevole, raffinata, elegante. Insieme a Alexandre-François Desportes - considerato l'iniziatore della pittura animalista che in Francia ebbe gradi tradizioni - e a Oudry decorò il castello di Choisy, che fu in gran parte distrutto negli anni del Direttorio. Nel 1762 dipinse sei tele per il Ministero degli Affari Esteri, a Versailles che, credute perdute nel 1872, sono state ritrovate nel 1984 al museo di Villefranche-sur-Saône.
Nel 1755, anno della morte di Oudry, ne assunse l'eredità in qualità di decoratore dei Bâtiments du roi. Dipinse nel 1753 Anatra selvaggia attaccata a una tavola di abete e nel 1757 due scene di caccia, oggi conservate ad Amiens. Pittore eccellente di soggetti ornamentali, come nei vari Trofei di caccia, ora presenti a Fontainebleau, disponeva gli oggetti in modo nuovo, quasi sospesi nell'aria e a rilievo, su un fondo chiaro.

### Pittore di porcellana e direttore di manifatture
Jean-Baptiste de Machault d'Arnouville lo nominò nel 1750 direttore degli ateliers di scultura della porcellana di Vincennes e nel 1751 lo promosse a direttore artistico dell'intera manifattura. Egli adottò il biscuit, al posto della porcellana smaltata e chiese a François Boucher e a Oudry nuovi modelli per le piccole figure.
Fu trasferito alla Manifattura di Sèvres (1756-1793), dove rinnovò la pittura su porcellana, abbandonando il decoro a chinoiseries. Creò a sue spese, nel 1765, nell'antico Collegio di Bourgogne di Parigi, una scuola gratuita di disegno, frequentata soprattutto da donne e che Luigi XV riconobbe come école royale nel 1767: è stata l'antenata della "École nationale des arts décoratifs", sopravvissuta nel corso dell'Ottocento. Bachelier fu nominato professore all'École nationale supérieure des beaux-arts nel 1770, al posto Jean-Baptiste Pigalle. Restano molti vasi di Vincennes e di Sèvres da lui dipinti.

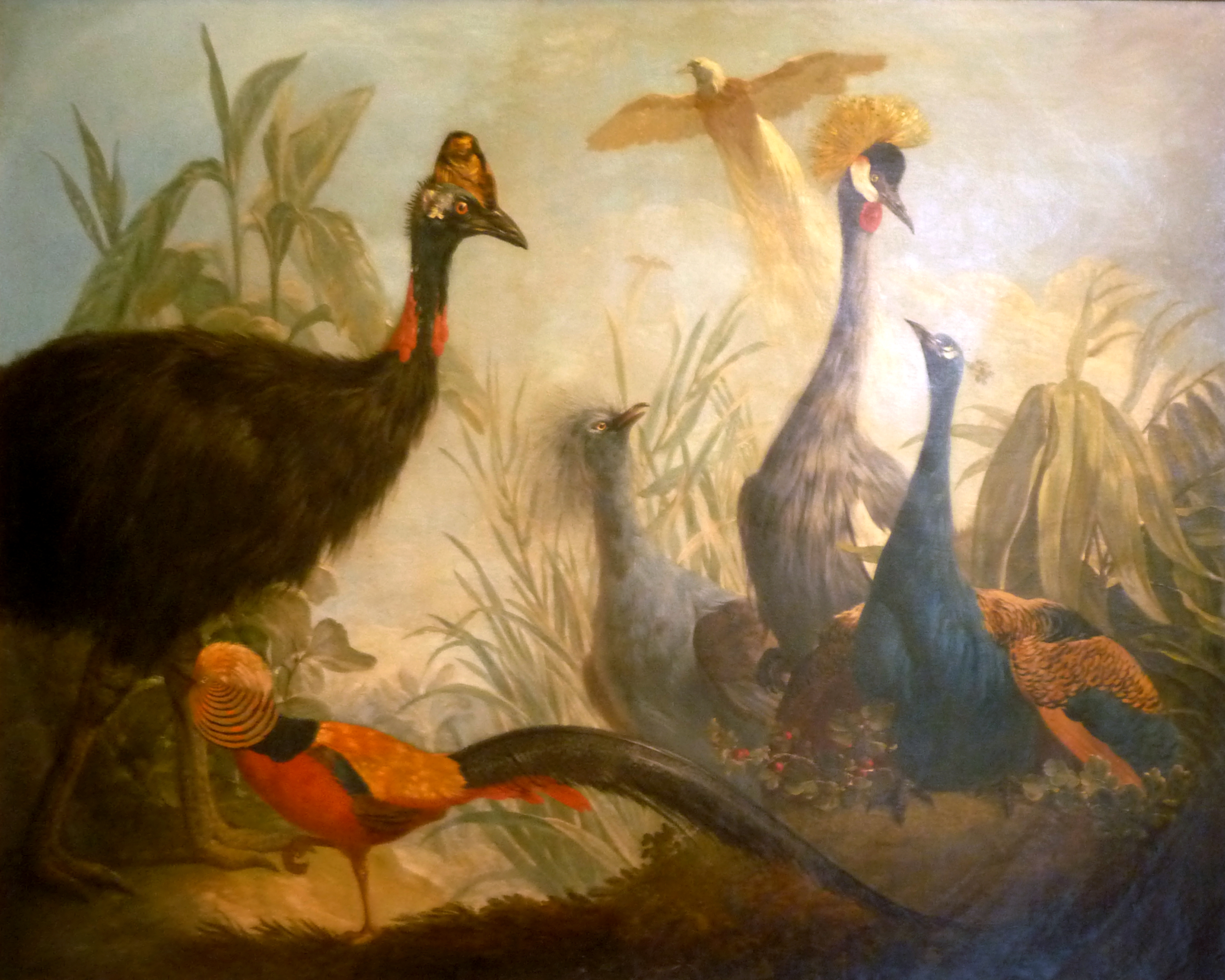
Jean-Jacques Bachelier, Uccelli

### Le tecniche pittoriche
Le pitture ad encausto e a cera fredda, da secoli in disuso per la difficoltà tecnica a realizzarle, tornarono in auge dopo il 1755, quando l'Académie des inscriptions di Parigi bandì un concorso, al quale partecipò Bachelier che ne riscoprì le tecniche dimenticate, inventando più tardi anche i pastelli all'olio. Nel 1790 mise a punto un nuovo blanc de plomb e nel 1793 una strumentazione per poter incidere allo specchio.
La tecnica a cera fredda fu da lui utilizzata per La favola del cavallo e del lupo, opera distrutta a Bailleul nell'ultima guerra e per una Resurrezione, perduta durante la  Rivoluzione francese, per cui ci manca oggi un confronto completo sulle sue innovative tecniche.

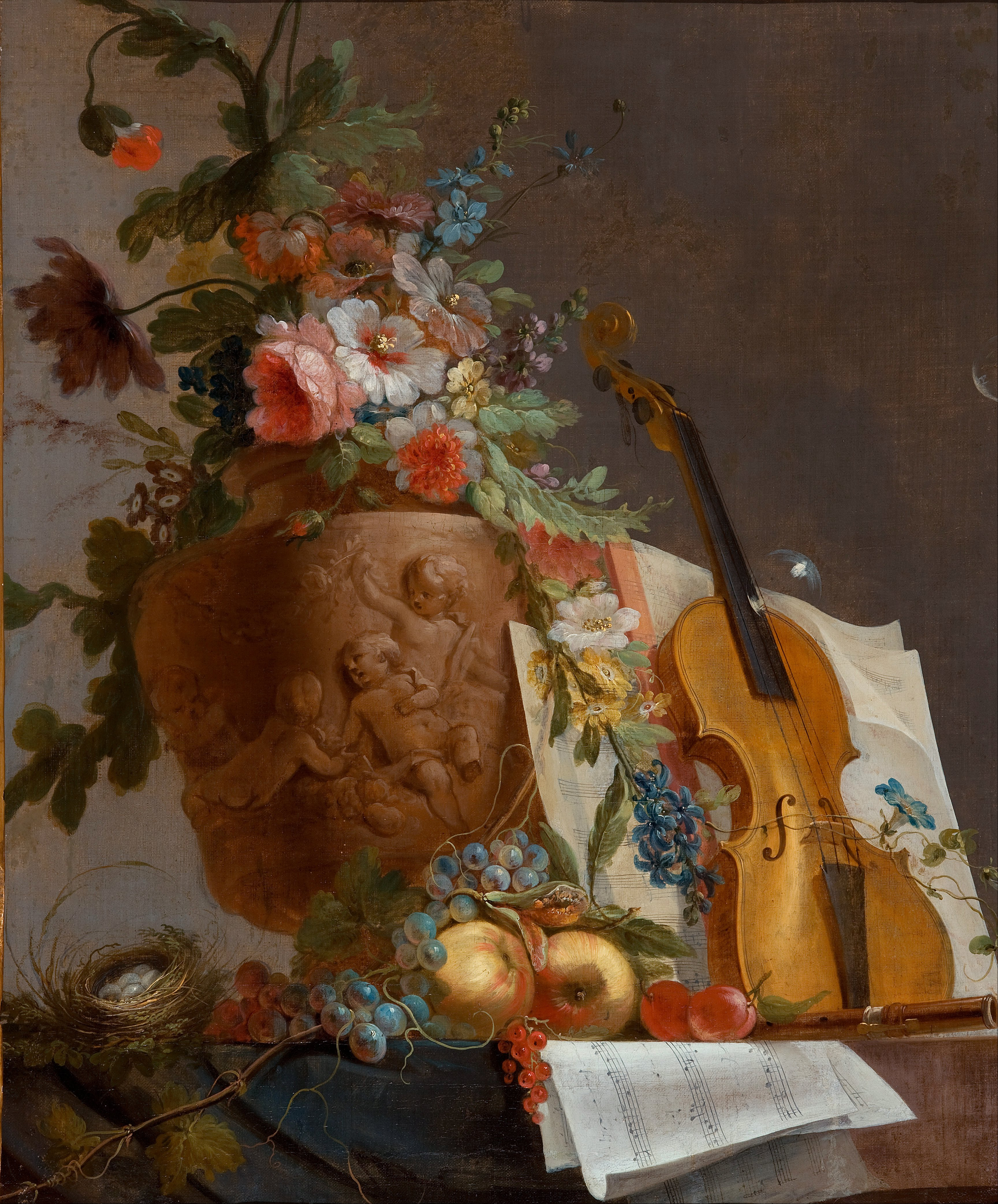
Jean-Jacques Bachelier, Natura morta con fiori e violino

### Sue opere in musei
- Natura morta con fiori e violino, 1750 circa, olio su tela, Adelaide, Università di Adelaide, Museo d'Australia Meridionale.
- Leone d'Africa attaccato da cani, 1757, olio su tela, per il castello di Choisy, Amiens, Museo di Picardia.
- Orso abbrancato dai cani, 1757, olio su tela, per il castello di Choisy, Amiens, Museo di Picardia.
- Anatra selvaggia attaccata a una tavola di abete, 1753, olio su tela, Angers, Museo di belle arti.
- Morte di Abele, 1763, olio su tela, Auxerre, Museo Leblanc-Duvernoy.
- Trofeo di cervo catturato il 2 giugno 1764, 1764, olio su tela, Castello di Fontainebleau.
- Trofeo di cervo catturato nella foresta di Compiègne, 1764, olio su tela, Castello di Fontainebleau.
- Trofeo di cervo catturato il 5 luglio 1764 a Compiègne, 1764, olio su tela, proveniente da Versailles, Castello di Fontainebleau.
- Trofeo di cervo catturato dal re il 1 luglio 1767, 1767, olio su tela, Castello di Fontainebleau.
- Trofeo di cervo catturato dal re a Saint-Hubert il 10 giugno 1767, 1767, olio su tela, Castello di Fontainebleau.
- Trofeo di cervo catturato dal re presso lo stagno reale il 14 maggio 1773, 1773, olio su tela, Castello di Fontainebleau.
- Trofeo di cervo attaccato dal seguito del re al Bois Guérin il 1 giugno 1778, 1778, olio su tela, proveniente da Versailles, Castello di Fontainebleau.
- La Carità romana, 1764, olio su tela, Parigi, École nationale supérieure des beaux-arts.
- Autoritratto, disegno rotondo a pietra nera, diam. 16 cm, Parigi, Louvre.
- L'Africa, olio su tela, Parigi, Museo nazionale di storia naturale di Francia.
- L'America, olio su tela, Parigi, Museo nazionale di storia naturale di Francia.
- L'Europa, olio su tela, Parigi, Museo nazionale di storia naturale di Francia.
- L'Asia, olio su tela Parigi, Museo nazionale di storia naturale di Francia.
- Vecchio che canta, olio su tela, Marsiglia, Museo di belle arti.
- Servizio di tavola, 1769, porcellana tenera modellata da Bachelier, bronzo dorato, colonne di marmo, fondo di specchio, Manufattura di Sèvres, realizzato per il matrimonio del Delfino, celebrato il 16 maggio 1770, Versailles, Castello di Versailles.
- L'Europa sapiente, 1762, olio su tela, Versailles, Biblioteca municipale.
- Patto di famiglia, 1762, olio su tela, Versailles, Biblioteca municipale
- Gatto bianco d'angora che spia un uccellino, olio si tela, Versailles, Museo Lambinet.

### Opere esposte aiSalons
- 1753: Anatra selvaggia attaccata a una tavola di abete, Angers, Museo di belle arti; L'Europa sapiente; Patto di famiglia; Alleanze della Francia.
- 1765: Donna che, col gomito poggiato su una tavola, consegna una lettera al suo schiavo, pastello a olio; La Carità romana.
- 1767: Morte tragica di Milone di Crotone, Dublino, National Gallery of Ireland.

## Mostre
- Versailles, Museo Lambinet, dal 23 novembre 1999 al 19 marzo 2000, Jean-Jacques Bachelier (1724-1806), peintre du roi Louis XV et de Madame de Pompadour.[3]